# Alphonse III (roi des Asturies)
Pour les articles homonymes, voir Alphonse III et Alphonse des Asturies.
Alphonse III des Asturies, dit Le Grand, est né vers 852 et mort à Zamora le 20 décembre 910. Il est roi des Asturies de 866 à 910. C'est sous son règne, le royaume étant devenu le refuge des anciennes élites wisigothes, que naît véritablement l'idée de reconquête.

## Origine
Alphonse III est le fils d'Ordoño Ier d'Oviedo, il naît vers 848. Il épouse Doña Jimena fille de Garcia Íñiguez, s’assurant ainsi l’appui du royaume de Pampelune dont elle est issue. Malgré son  jeune âge après son couronnement le 26 mai 866, il doit combattre un soulèvement basque en 867 et plus tard, celui de Froilán Vermudez  le comes de Lugo en Galice.

## Alphonse le Victorieux
Le roi met à profit les difficultés multiples  d'al-Andalus après les troubles et les persécutions religieuses contre les chrétiens de la décennie 850 pour agrandir son royaume, portant ses limites de la Cantabrie au nord à la rivière Douro au sud qu'il fortifie  à Simancas, Toro  et Zamora, de l'Atlantique à l'ouest à la Navarre à l'est. Il poursuit son expansion dans le nord de l'actuel Portugal et il occupe en 868 Oporto et en 878 Coimbra. Ces zones prises aux musulmans connaissent alors un important processus de repopulation, avec des colons venant du nord.
L'émir de Cordoue, tente de réagir en envoyant une importante armée vers les places de León et Astorga, ses forces sont repoussées lors de la bataille de Polvoraria, dont le roi asturien sort victorieux. En 881, Alphonse III pénétra au sud du Tage, comptant sur l’appui des Banu Qasi et de la monarchie navarraise. En 883, les troupes musulmanes sont battues à Pancorbo et Castrojeriz. L’émir est contraint de signer un traité de paix qui marque l’apogée de la puissance d’Alphonse III qui restaure les évêchés de Porto en 881, Coimbra en 887 Viseu en 889 et Zamora en 905. Dans le même temps Diego Rodriguez de Castille qui s'intitule dans ses chartes « comte par la grâce de Dieu » restaure l'évêché d'Osma et fonde en 884 la ville de Burgos.
Alphonse III, est à l'origine de la rédaction de trois chroniques connues sous les noms de: « Chronique Albeldense » vers 881/883, « Chronique prophétique » en avril 883 et les « Chronique dites d'Alphonse III »  sans doute rédigées après sa mort vers 911/914 à partir des annales royales. Ces documents s'efforcent de présenter la dynastie du royaume des Asturies comme l'héritière du royaume des Wisigoths et revendiquent l'héritage de sa domination sur les autres royaumes de la péninsule. Le roi est aussi à l'origine de la reconstruction  en 899 à Saint-Jacques-de-Compostelle de la basilique qui abrite le tombeau de l'apôtre.

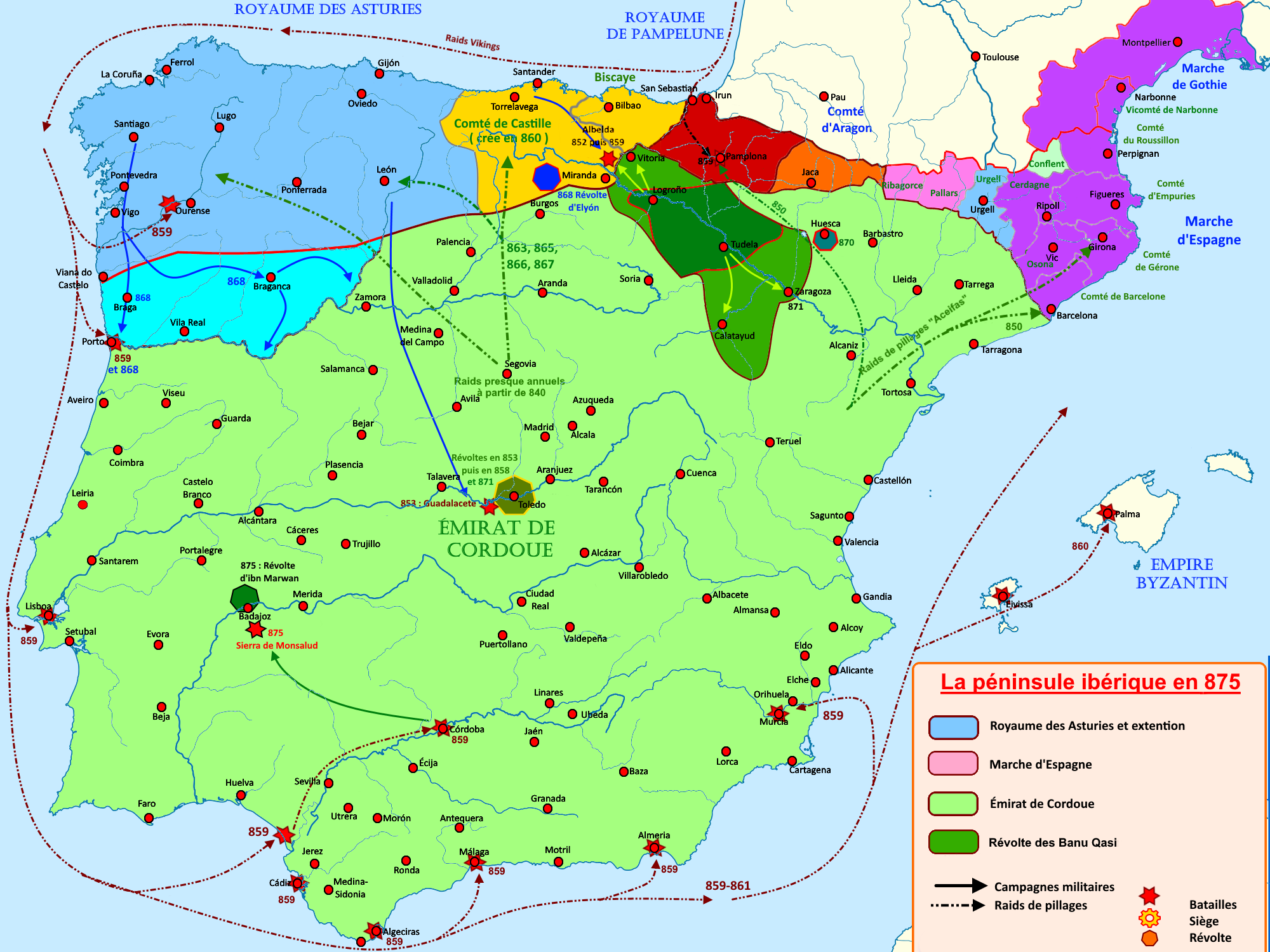
Royaume des Asturies de 850 à 875.
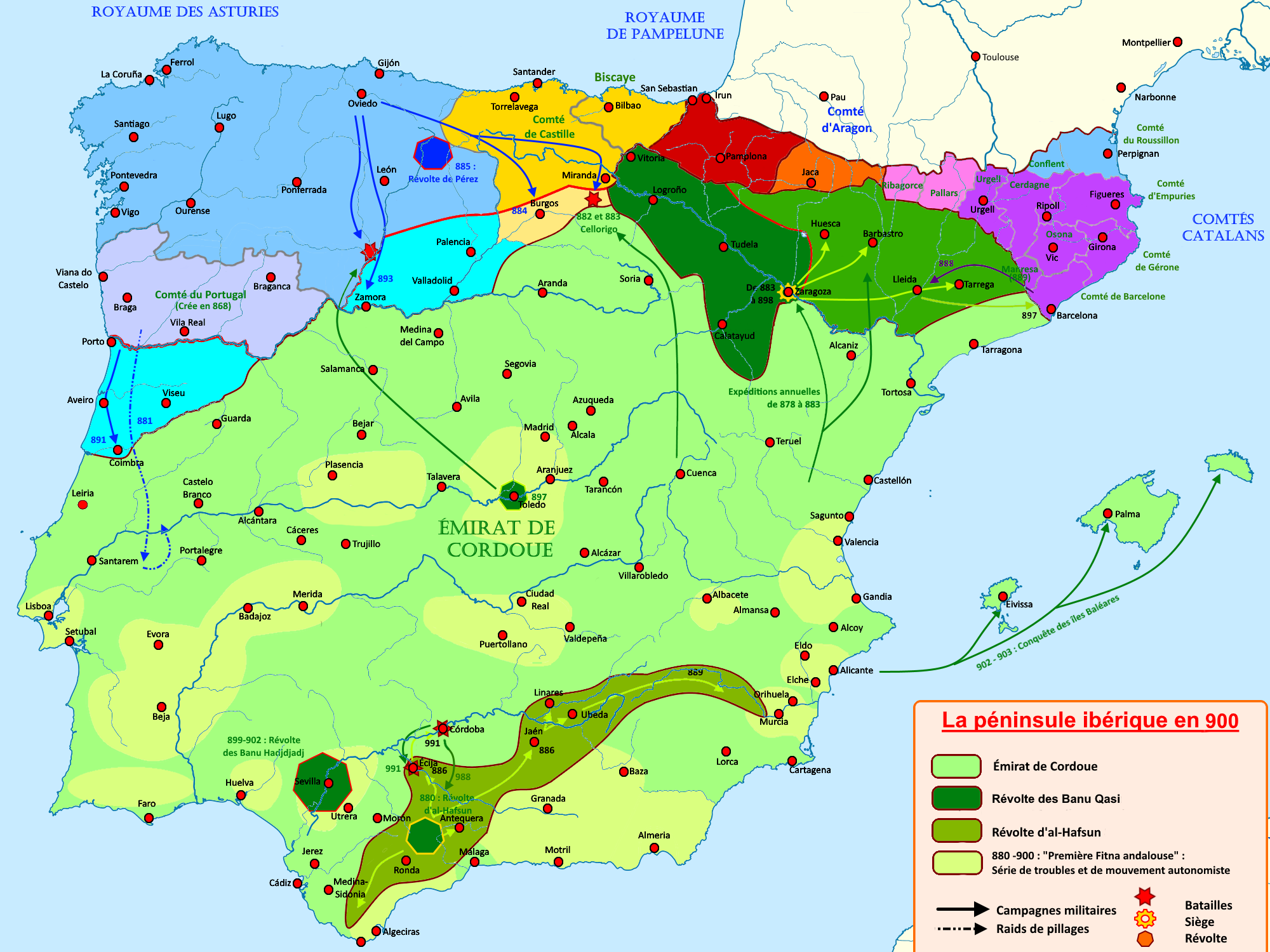
Royaume des Asturies de 875 à 900.
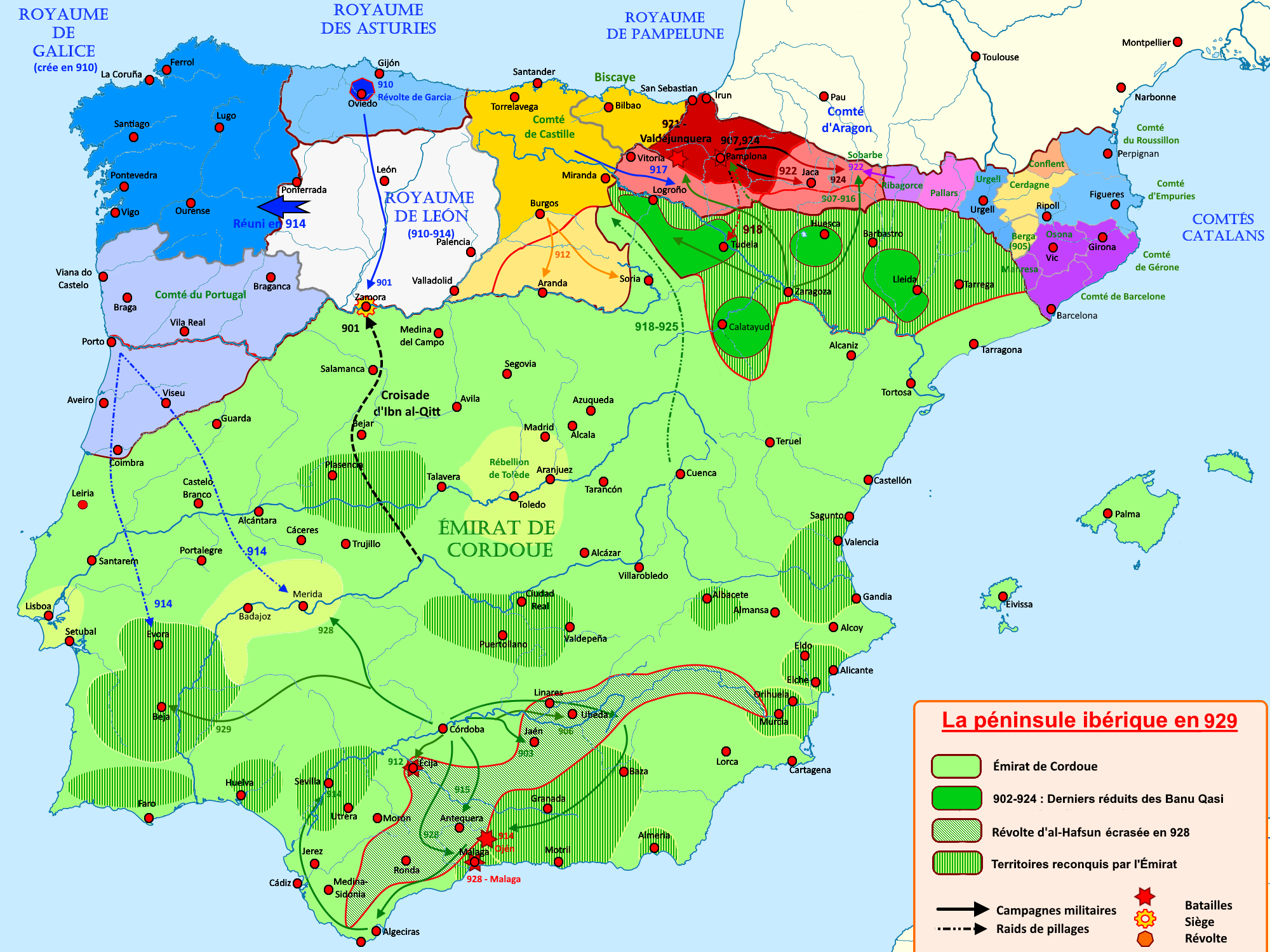
La partition du royaume en 910.

## Fin de règne
La fin de son règne fut marquée par une forte rébellion dirigée en 909 par son propre fils aîné García soutenu par la reine mère et un comte castillan nommé Munio Núñez  et qui entraîne brièvement la déposition du vieux roi. À sa mort, le royaume est partagé entre ses fils aînés, perdant ainsi sa cohésion. Plus tard, ses successeurs porteront le titre de rois de León.

## Postérité
Alphonse III et son épouse ont six fils et trois filles anonymes:
- García (875-914), roi de León et de la « marche de Castille » ;
- Ordoño (876-924), roi de Galice et de la « marche portugaise », puis roi de León ;
- Fruela (c. 877-925), roi des Asturies à Oviedo ;
- Ramire mort en 929 ;
- Gonzalo mort avant 922.